# 釧路別保インターチェンジ
釧路別保インターチェンジ（くしろべっぽインターチェンジ）は、北海道釧路郡釧路町字別保にある道東自動車道（釧路外環状道路）、別保尾幌道路のインターチェンジである。釧路方面への出入口のみのハーフインターチェンジである。

## 歴史
- 2014年（平成26年）12月9日：当ICの名称が「別保IC（仮称）」から「釧路別保IC」で正式決定[2]。
- 2019年（平成31年）3月9日：釧路外環状道路 釧路東IC - 釧路別保IC間 開通に伴い供用開始[3]。
- 2024年（令和6年）9月12日：釧路外環状道路 釧路西IC - 釧路別保IC間の道路名称を「一般国道38号・44号 釧路外環状道路」から「道東自動車道」に変更[4]。

## 周辺
- 釧路町森林公園

## 接続する道路
- 直接接続
  - 国道272号
    - 釧路中標津道路（上別保道路）[5][3]

- 間接接続
  - 国道44号

当初、国道44号の別保原野交差点付近に接続する計画だったが、平成25年度に別保川が大雨などにより氾濫し、別保原野交差点にて冠水による通行止めが発生したことから、接続位置を山側（国道272号）へ変更した。

## 料金所
- 通行料金は無料のため、料金収受設備の設置はなし。

## 隣
E44 道東自動車道
(20) 釧路東IC - (21) 釧路別保IC
E44 別保尾幌道路
(21) 釧路別保IC - 釧路上別保IC（事業中）